# Друца
Друца (рум. Druța) — село в Ришканському районі Молдови. Входить до складу комуни, адміністративним центром якої є село Почумбень.